# Garmenjak Mali (Dugi otok)
Garmenjak Mali je nenaseljeni otočić u Parku prirode Telašćica, oko 130 metara od zapadne obale Dugog otoka. Pripada parku prirode Telaščica.
Površina otoka je 31.353 m2, duljina obalne crte 703 m, a visina 24 metra.

## Vanjske poveznice
|  | Zajednički poslužitelj ima još gradiva o temi Garmenjak Mali (Dugi otok) |